# Старенько, Валентина Денисовна
Валентина Денисовна Старенько (19 октября 1934, село Волков Перевоз, ныне Старовойтово — 15 марта 2008, село Копачевка) — украинская советская деятельница, доярка колхоза «Первое мая» Рожищенского района Волынской области Украинской ССР. Герой Социалистического Труда (22.03.1966). Депутат Верховного Совета СССР 6-го созыва.

## Биография
Родилась в крестьянской семье. Образование начальное.
В 1948—1949 годах — колхозница, с 1949 года — доярка, мастер машинного доения колхоза (с 1968 года — элитно-семеноводческого совхоза) «Первое мая» села Копачевки Рожищенского района Волынской области. Уже в первый год работы на ферме надоила 900 килограмм молока от каждой из закреплённых за ней коров, больше всех в колхозе. Одной из первых в области стала надаивать более 5000 килограмм молока.
Член КПСС с 1958 года, была делегатом XXII-го съезда КПСС.
Более 55 лет проработала дояркой.
С 1990-х годов — на пенсии в селе Копачевка Рожищенского района Волынской области.

## Награды
- Герой Социалистического Труда (22.03.1966)
- орден Ленина (22.03.1966)
- орден Октябрьской Революции (24.12.1976)
- орден Трудового Красного Знамени (14.02.1975)
- медаль «За трудовое отличие» (26.02.1958)
- иные медали